# La tribù del calcio (saggio)
La tribù del calcio (The Soccer Tribe) è un saggio dell'etologo e zoologo inglese Desmond Morris.

## Contenuto
Il saggio cerca di spiegare il comportamento violento e aberrante delle tifoserie sportive inglesi e non. Nel suo volume, ormai un classico sociologico, Morris mette a confronto i comportamenti, i riti, le mitologie del football con quelle tribali. Quali sono i motivi, si chiede Morris, per cui gli Hooligans hanno acquisito un comportamento così particolare, violento e atipico rispetto ai tifosi di altri sport?
Gli individui umani, nel lungo cammino dell'evoluzione, si sono trasformati da "cacciatori" a "calciatori", passando attraverso attività sempre meno sanguinarie. Oggi i calciatori sono i nuovi gladiatori e, in quanto tali, in ogni caso, eccitano il livello emozionale primordiale e ancestrale della folla. Non cambia però, per Morris, il significato di caccia rituale, in cui l'arma è la palla e la preda è la porta.
La folla della Curva non è un branco disorganizzato, ma un gruppo ben strutturato, i cui membri si riconoscono fra loro attraverso la comunicazione simbolica espressa dai loro abiti, dalle bandiere, dai cori, dalle liturgie, che, in una sorta di rito collettivo, sanciscono e rafforzano l'identità del branco dei tifosi. Ovviamente, Morris si riferisce, in genere, a quella parte della tifoseria che vive senza orizzonti di senso, nell'emarginazione sociale, per cui essi necessitano di una riaggregazione sociale, data proprio dall'appartenenza ad un gruppo sportivo, a dei colori specifici.